# Савиньяк-Мона
Савинья́к-Мона́ (фр. Savignac-Mona) — коммуна во Франции, находится в регионе Юг — Пиренеи. Департамент — Жер. Входит в состав кантона Саматан. Округ коммуны — Ош.
Код INSEE коммуны — 32421.

## География
Коммуна расположена приблизительно в 610 км к югу от Парижа, в 38 км западнее Тулузы, в 39 км к юго-восточнее от Оша.
По территории коммуны протекает река Булуз.

## Климат
Климат умеренно-океанический. Лето жаркое и немного дождливое, температура часто превышает 35 °С. Зимой часто бывает отрицательная температура и ночные заморозки. Годовое количество осадков — 700—900 мм.

## Население
| Год  | Численность | Численность |
| ---- | ----------- | ----------- |
| 1968 | 108         | [ 8 ]       |
| 1975 | 85          | [ 8 ]       |
| 1982 | 96          | [ 8 ]       |
| 1990 | 101         | [ 8 ]       |
| 1999 | 140         | [ 8 ]       |
| 2006 | 144         | [ 8 ]       |
| 2011 | 144         | [ 8 ]       |
| 2013 | 141         |             |
| 2015 | 138         | [ 9 ]       |
| 2016 | 139         | [ 10 ]      |
| 2017 | 138         | [ 11 ]      |
| 2018 | 139         | [ 12 ]      |
| 2019 | 139         | [ 13 ]      |
| 2020 | 144         | [ 14 ]      |
| 2021 | 144         | [ 15 ]      |
| 2022 | 145         | [ 4 ]       |

## Администрация
| Период | Период | Фамилия        | Партия | Примечания |
| ------ | ------ | -------------- | ------ | ---------- |
| 2001   | 2014   | Митрофан Бреус |        |            |
| 2014   | 2020   | Патрик Мао     |        |            |

## Экономика
В 2010 году среди 99 человек трудоспособного возраста (15-64 лет) 83 были экономически активными, 16 — неактивными (показатель активности — 83,8 %, в 1999 году было 78,7 %). Из 83 активных жителей работали 72 человека (37 мужчин и 35 женщин), безработных было 11 (4 мужчины и 7 женщин). Среди 16 неактивных 6 человек были учениками или студентами, 5 — пенсионерами, 5 были неактивными по другим причинам.

## Достопримечательности
- Замок Савиньяк (XVI век). Исторический памятник с 1976 года[17]